# Gmina Are
Gmina Are (est. Are vald) – gmina wiejska w Estonii, w prowincji Parnawa.
W skład gminy wchodzi:
- 1 okręg miejski: Are
- 11 wsi: Eavere, Elbu, Kurena, Pärivere, Lepplaane, Võlla, Murru, Tabria, Suigu, Niidu, Parisselja.